# Trævlet palmelilje
Trævlet Palmelilje (Yucca filamentosa) er en tuedannende staude med en enkelt eller nogle få, blomsterbærende stængler. Palmelilje er meget eksotisk i vækstform og blomstring.

## Beskrivelse
Bladene er grundstillede og linjeformede. De er stive og spidse. Over- og underside har samme, grågrønne farve. Langs bladranden ses masser af krusede, håragtige fibre. Blomstringen sker i august. Blomsterstænglerne er hvide og glatte med nogle få, ægformede højblade. De hvide, klokkeformede blomster sidder samlet i en stor, åben stand. Frøene modner ikke her i landet.
Planten har en dybtgående, kraftig rodstok. Herfra skyder små, nye bladrosetter frem. På den måde kan planten sprede sig, om end langsomt.
Tuen bliver ca. 0,70 m i radius. Tilvæksten er lig med radius, bortset fra de små "børn", der skyder frem fra rodstokken. Blomsterstænglen bliver ca. 1,50 m høj.

## Hjemsted
Palmelilje hører hjemme i tørre dele af bjergene i det sydøstlige USA. Her gror den højt til vejrs i fuld sol (og stærk nattekulde) på veldrænet bund. Arten findes naturaliseret i klitterne langs Bretagnes sydkyst.
NB: Nyere undersøgelser på stedet, hvor denne art vokser vildt sammen med arten Yucca flaccida, viser, at de fleste planter i Danmark i realiteten er sidstnævnte art. Her behandles arten dog ved det navn som den forhandles under i plantehandlen.
- Naturaliserede Palmeliljer i Bretagne
- Nærbillede af blomsten

| Portal | Portal:Botanik |